# 태반
태반(胎盤, 영어: placenta)은 진수하강 포유류의 발생 과정에서 모체의 영양분을 태아로 전달하고 태아의 노폐물을 모체로 전달하는 생식기관이다. 모체 자궁내막에 착상된 배아 영양외배엽의 분화 및 분열, 그리고 그로 인한 자궁내막 기저 세포 및 혈관세포(endocyte)의 분화, 그리고 코일상모세혈관(spiral artery)의 성장으로 인해 태반이 형성된다. 배아의 착상을 기반으로 생성되기에 노련한 산부인과 전문의라면 첫 착상 부위(placental bed)를 추적할 수 있다.

## 태반 형성 및 구성
배아의 발생 과정 중 배반포 단계에서 배반포의 외곽에 자리잡고 있는 영양외배엽은 배아의 착상을 돕는 것은 물론, 착상 후 배아가 모체의 자궁내막에 붙어있어 충분한 발생 과정을 일으킬 수 있도록 돕는다. 이 과정에서 영양외배엽에서 분화된 영양막세포들은 자궁 내막으로 침윤(invasion)해 들어간다. 침윤된 영양막세포는 자궁내막에서 분열 및 분화하며 태반을 형성한다. 이 과정에서 영양막세포는 모체의 코일상모세혈관에 적극적으로 침윤해 들어가며, 결과적으로 코일상모세혈관을 보다 굵고 크게 만들어 모체의 혈액공급이 원활하게 되도록 돕는다. 따라서, 모체의 코일상모세혈관은 결과적으로 모체의 혈관세포(endocyte)와 태아의 영양막세포가 혼재된 조직으로 성장한다.
태반은 분만 후 자궁으로부터 떨어져 나가게 된다. 그러나, 이 과정에서 태반이 자궁내막보다 깊숙이, 자궁근층(myometrium)까지 들어간 경우, 태반 유착증으로 진단된다. 태반 유착증이 심한 경우, 자궁을 적출해야 할 수 있다.

## 태반의 역할
초기 발생 과정에서 태반은 모체-태아 간의 대사물질 공유 외에도 다양한 기능을 갖는다. 특히, 초기 태아의 조혈모세포의 분열 및 분화, 모체의 면역계 회피기전(immune evasion), 저산소(hypoxia) 상태 완화 등 개체 발생에 필요한 다양한 기능을 보유한다.

### 대사물질 교환
배아의 착상 후 태아의 출산까지 태반의 가장 중요한 역할 중 하나는 대사물질(metabolite) 교환이다. 모체-태아 간의 대사물질 교환은 실질적으로 태반에서 이루어지는데, 이 때, 태아의 혈액과 모체의 혈액이 직접적으로 만나지 않는다. 태아의 영양막세포가 막과 같은 역할을 하여 대사물질만 교환되고, 결과적으로 태아의 탯줄을 통해 태아의 혈액을 타고 물질들이 전달된다.

### 저산소상태의 형성 및 완화
태반의 대사물질 교환 중 기체교환에 큰 의미가 있는데, 이는 태아에게 발생 과정이 지속적인 저산소상태(hypoxia)의 환경이기 때문이다. 저산소상태는 발생 초기부터 출산까지의 시간이 흐름에 따라 태반의 형성 및 성장과 함께 서서히 완화된다. 이는 영양막세포가 저산소상태에 반응하여 침윤능 및 면역 회피 기전이 증가됨에 따라, 영양막세포는 저산소상태에서 활발하게 모체로 침윤하고 코일상모세혈관을 확장 및 성장시키게 되며, 결과적으로 태아의 성장과 맞추어 저산소상태의 완화 및 대사물질 교환의 증대를 야기시킨다. 그러나, 저산소상태의 산소 분압이 너무 낮은 경우, 즉 영양막세포의 반응성이 낮아 저산소상태를 충분히 완화하지 못하는 경우, 조산 및 자간전증의 위험이 따른다. 따라서, 태아의 정상적인 발생 과정을 위해서는 영양막세포의 기전에 의한 정상적인 저산소상태에 대한 반응성, 그리고 이로 인한 정상적인 태반의 형성 및 성장이 뒷받침되어야 한다.

### 면역 회피 (Immune evasion)
태아는 모계로부터 반수체, 부계로부터 반수체의 생식세포를 기반으로 각각 절반의 염색체를 유전받게 되므로, 모체의 면역계의 관점에서는 타가이식(allograft) 상태로 볼 수있다. 따라서, 정상적인 태아 발생 과정을 위해서는 태아의 세포에 대항하는 모체의 면역계를 교란하여야 한다. 이를 위해 태반의 영양막세포는 HLA-G와 같은 면역 회피 물질을 분비하고 세포막에 표지하여 모체의 면역기전을 회피한다. 이를 통해 출산까지 태아는 태반을 기점으로 모체의 면역에 회피기전을 갖게 되어 성장할 수 있게 된다.

### 혈액세포 형성
초기 태아 발생 과정에서 태아의 혈액 세포들은 태반에서 형성되기도 한다. 이는 대개 태아 발생에서 미숙한 간 및 골수의 형성 전에 이루어지며, 차후 간 및 골수 형성이 진행됨에 따라 혈액 세포 형성의 주체적 기관이 바뀌게 된다.

## 기타
태반은 융모융모막(Chorion frondosum)과 바닥탈락막(Decidua basalis)으로 이루어진다.
이 곳의 융모막은 그 모양이 나뭇잎을 닮았기 때문에 융모융모막이라 불린다.

## 같이 보기
- 수정란

## 참조
1. ↑  Baron, Margaret H.; Isern, Joan; Fraser, Stuart T. (2012년 5월 24일). “The embryonic origins of erythropoiesis in mammals”. 《Blood》 119 (21): 4828–4837. doi:10.1182/blood-2012-01-153486. ISSN 0006-4971. PMC 3367890. PMID 22337720.
2. ↑  간추린 발생학, Barry Mitchell/Ram Charma 대표역자:박경한 교수 E*PUBLIC KOREA